# Ariel Caldarelli
Ariel Caldarelli (* 4. Januar 1959 in Montevideo, Uruguay) ist ein uruguayischer Schauspieler, Theaterregisseur, Dozent und Autor.
Caldarelli schloss 1982 eine Ausbildung an der Escuela Municipal de Arte Dramático (EMAD) erfolgreich ab. Gemeinsam mit Bettina Mondino zeichnete er für das Teatro en el Aula verantwortlich. Caldarelli führte unter anderem bei den Opern Dido y Eneas, Rita und César Regie. Auf die Theaterbühne brachte er unter anderem Stücke von Robert Walsh, Alvaro Correa, Marcos Zarzaj, Fontanarrosa und Ricardo Talesnik. Als Schauspieler war er insbesondere im Fernsehen und Kino zu sehen. So wirkte er in der TV-Produktion A cara o cruz und den Kino-Filmen El hombre pálido, Llamada para un cartero des Regisseurs Brummell Pommerenck und dem Adrián-Biniez-Film Gigante mit. In Stephan Lacants Fernsehfilm Zielfahnder – Blutiger Tango, der größtenteils in Uruguay spielt, wirkte Caldarelli 2019 als Entführungsopfer Volker Hagenbach mit.
Überdies ist der Schauspieler als Texter für Karnevals-Gruppen tätig und schrieb Songs für diese, darunter Los Sandros, Fantasías, Los Gabys und Los Dundees. Auch in der Werbung war er tätig.